# Żyrardów
Żyrardów es una ciudad situada en el centro de Polonia con una población de 41.400 habitantes (2006). Está situado en el voivodato de Mazovia (desde 1999); anteriormente, perteneció al voivodato de Skierniewice (1975–1998) 45 km al oeste de Varsovia. Es la capital del condado de Żyrardów. Żyrardów está situado a orillas del río Pisia Gągolina.

## Historia
La localidad fue fundada por los hermanos Łubienski como resultado de una fábrica textil en 1833. Uno de los directores de la fábrica fue el inventor francés Philippe de Girard (proveniente de Lourmarin). La localidad se desarrolló durante el siglo XIX en una ciudad significativa en Polonia de la industria textil. En honor a Girard, Ruda Guzowska se renombró a Żyrardów, topónimo derivado de la adaptación al polaco del nombre de Girard. El 13 de septiembre de 1939 los nazis se hicieron con la ciudad, y en 1941 transportaron a los judíos al gueto de Varsovia. El museo de la ciudad está localizado en el palacio del antiguo propietario de la fábrica K. Dittrich.
Al entrar en la localidad se puede observar un antiguo mapa en el que se afirma que fue la única ciudad de Europa creada íntegramente para abastecer a una fábrica (jedyna w Europie osada fabryczna).

## Monumentos

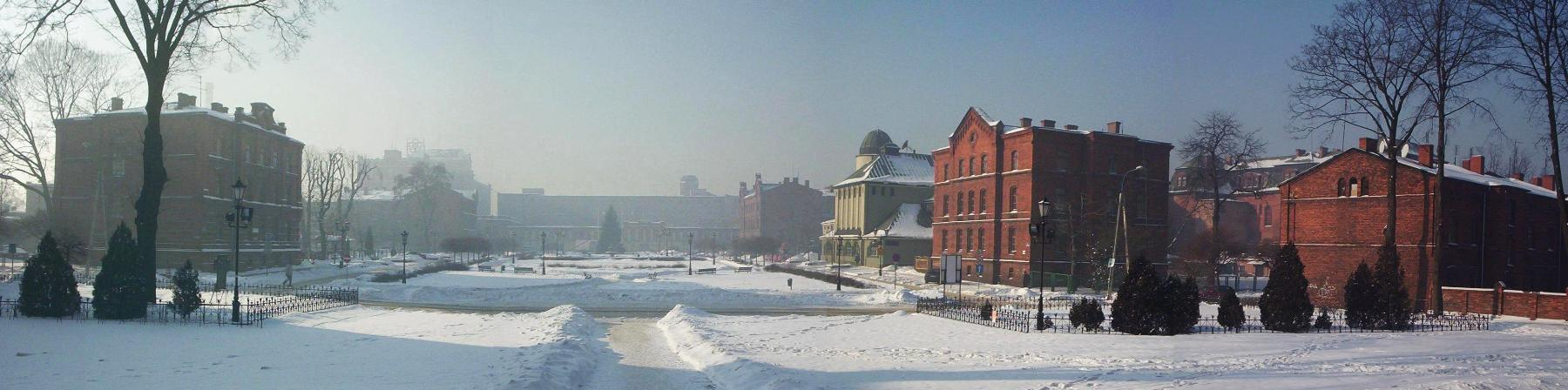
Panorámica de la plaza Juan Pablo II en invierno.

La mayoría de monumentos de Żyrardów están localizados en la zona industrial que data del siglo XIX o comienzos del siglo XX.

## Personajes famosos
- Paweł Hulka-Laskowski, escritor, traductor y activista social
- El antiguo primer ministro, Leszek Miller (nacido en Żyrardów el 3 de julio de 1946) es hijo adoptivo de la ciudad, y comenzó su trayectoria profesional como electricista en una fábrica textil local.

## Ciudades hermanadas
Żyrardów está hermanada con:
- Tangshan, China
- Siero, España
- Lourmarin, Francia